# Avram Glazer
Avram A. Glazer (Rochester, 1960. október 19. –) amerikai üzletember, a Glazer-család tagja (Malcolm Glazer fia). A Tampa Bay Buccaneers (National Football League) tulajdonosa és az angol labdarúgóklub, a Manchester United FC társtulajdonosa.

## Fiatalkora
Glazer Linda és Malcolm Glazer, amerikai milliárdos fiaként született. Öt testvére van: Kevin E. Glazer, Bryan Glazer, Joel Glazer, Darcie S. Glazer Kassewitz és Edward S. Glazer. Glazer Rochesterben (New York) nőtt fel és a Pittsford Mendon Középiskolába járt. Glazer egyetemi tanulmányait a St Louis-i Washington Egyetemen és az American Universityn végezte. Ezek mellett tanult a Pekingi Egyetemen és a sanghaji Fudan Egyetemen. Zsidó származású.

## Karrierje
2005 óta Glazer a Manchester United társelnöke. 2021-ben része volt a Európai Szuperliga tervezett elindításának, amelynek következtében a csapatot kivonták volna a hagyományos európai futballpiramisból.
Avram Glazer ezek mellett az Tampa Bay Buccaneers NFL-csapat tulajdonosa 1995 óta. Ezóta a Buccaneers két Super Bowlt nyert. A 2003-as Super Bowlon a csapat a Oakland Raiderst győzte le 48-21 arányban, míg 2021-ben a Kansas City Chiefs-t 31-9 arányban, amellyel az első csapat lettek a liga történetében, amely hazai stadionjában nyerte el a díjat.
1995 és 2009 között a Zapata Corporation vezérigazgatója volt. Ezek mellett ugyanebben a pozícióban volt a Safety Components International és az Omega Protein Corporation cégeknél is. Tagja volt még a Specialty Equipment Corporation igazgatótanácsának.

## Magánélete
Glazer támogatta a tampai (Florida) Glazer Gyermekmúzeumot. Feleségével létrehozták a Glazer Family Clubot a Tulane-i Egyetem Yulman Stadionjában.
Glazer felesége Jill Henkin Glazer. New Orleans-ben élnek.